# Papa John Creach (album)
Papa John Creach je debutové a eponymní studiové album Papa John Creache, vydané na konci roku 1971. Na albu se také objevují členové skupin Jefferson Airplane, Grateful Dead, Quicksilver Messenger Service, Santana Blues Band a Tower of Power.

## Seznam skladeb

### Strana 1
1. "The Janitor Drives a Cadillac" (Joey Covington) – 2:47
2. "St. Louis Blues" (W.C. Handy) – 4:36
3. "Papa John's Down Home Blues" (Papa John Creach, Roger Spotts) – 2:31
4. "Plunk a Little Funk" (Creach) – 5:11
5. "Over the Rainbow" (Harold Arlen, E.Y. Harburg) – 3:26

### Strana 2
1. "String Jet Rock" (Creach) – 3:46
2. "Danny Boy" (Traditional) – 3:58
3. "Human Spring" (Reese, Spotts) – 2:52
4. "Soul Fever" (Miles Grayson) – 4:10
5. "Every Time I Hear Her Name" (Spotts) – 4:49

## Sestava
- Papa John Creach – elektrické housle, zpěv
- Greg Adams – trubka v "The Janitor Drives a Cadillac"
- Rufus Anderson – kytara v "Human Spring"
- Jack Bonus – saxofon v "The Janitor Drives a Cadillac" a "St. Louis Blues"
- Nick Buck – piáno v "Papa John's Down Home Blues"
- Dave Brown – baskytara v "Soul Fever"
- Jack Casady – baskytara v "Plunk a Little Funk", "String Jet Rock" a "Every Time I Hear Her Name"
- John Cipollina – kytara v "The Janitor Drives a Cadillac"
- Bruce Conte – kytara v "Papa John's Down Home Blues"
- Joey Covington – bicí v "The Janitor Drives a Cadillac" a "Soul Fever", konga v "Plunk a Little Funk"
- Jerry Garcia – kytara v "Soul Fever"
- Mic Gillette – pozoun v "The Janitor Drives a Cadillac"
- Bobby Haynes – baskytara v "Danny Boy" a "Human Spring"
- Art Hillery – piáno v "Over the Rainbow" a "Human Spring", varhany v "Danny Boy"
- Paul Kantner – rytmická kytara v "String Jet Rock"
- Jorma Kaukonen – kytara v "Plunk a Little Funk", "String Jet Rock" a "Every Time I Hear Her Name"
- Mike Lipskin – varhany v "The Janitor Drives a Cadillac", piáno v "St. Louis Blues"
- Stan Monteiro – klarinet v "St. Louis Blues"
- Skip Olsen – baskytara v "St. Louis Blues"
- Sammy Piazza – bicí v"St. Louis Blues", "Plunk a Little Funk", "String Jet Rock" a "Every Time I Hear Her Name"
- Douglas Rauch – baskytara v "Papa John's Down Home Blues"
- Gregg Rolie – varhany v "Soul Fever"
- Carlos Santana – kytara v "Papa John's Down Home Blues"
- Peter Sears – baskytara v "The Janitor Drives a Cadillac"
- Grace Slick – zpěv v "The Janitor Drives a Cadillac"
- Tony Smith – bicí v "Papa John's Down Home Blues"
- Bob Wilson – kytara v "St. Louis Blues"
- Los Angeles String Section – strunné nástroje v "Over the Rainbow"
- Los Angeles Brass Section – žeště v "Human Spring" a "Every Time I Hear Her Name"